# ジョージア高速道路S12号線
ジョージア高速道路S12号線（ジョージアこうそくどうろS12ごうせん、グルジア語: საქართველოს საავტომობილო მაგისტრალი ს12; ს12、グルジア語ラテン翻字: Sakartvelos Saavtomobilo Magistrail S12; S12）あるいはサムトレディア＝ランチフティ＝グリゴレティ線（サムトレディア＝ランチフティ＝グリゴレティせん、グルジア語: სამტრედია‐ლანჩხუთი‐გრიგოლეთი、グルジア語ラテン翻字: Samtredia‐Lanchkhuti‐Grigoleti）は、ジョージアの国際幹線道路。欧州自動車道路E692号線の一部として指定されている。
サムトレディアからランチフティを経て、グリゴレティ近郊の高速道路S2号線に至る。路線延長は57キロメートル。この路線はクタイシとバトゥミを結ぶ最短ルートであり、ポティを迂回するバイパス道路として機能する。高速道路S1号線およびS2号線を使ってポティを経由するルートよりも、約20キロメートルの短縮となる。バトゥミはアジャリア自治共和国の中心となる港湾都市であったが、2004年のアジャリア危機によってジョージア中央政府との関係が悪化し交通アクセスが制限されていた。ジョージア当局は関係改善と交通アクセスの向上を目指し、2004年に高速道路S12号線の建設に着工。建設は4つの区間に分けて実施された。